# Berteroa gintlii
Berteroa gintlii là một loài thực vật có hoa trong họ Cải. Loài này được Rohlena mô tả khoa học đầu tiên năm 1904.